# Мотохасунума (станция)
Станция Мотохасунума (яп. 本蓮沼駅 мотохасунума эки) — железнодорожная станция на линии Мита расположенная в специальном районе Итабаси, Токио. Станция обозначена номером I-20.  На станции установлены автоматические платформенные ворота.

## Планировка станции
Две платформы бокового типа и 2 пути.
| 1 | ○ Линия Мита | Сугамо, Отэмати, Мэгуро, Хиёси |
| 2 | ○ Линия Мита | Ниси-Такасимадайра             |

## Близлежащие станции
| «             |  | Линия      |  | »             |
| ------------- |  | ---------- |  | ------------- |
| Итабаси-Хонтё |  | Линия Мита |  | Симура-Сакауэ |